# The Horse Latitudes
The Horse Latitudes è una compilation della band statunitense The Promise Ring, pubblicata con etichetta Jade Tree Records l'11 febbraio 1997. Contiene tutte le canzoni precedentemente incluse negli EP della band più due inediti, le tracce 7 e 8.
AllMusic, giudicando quest'album con un 4/5, afferma che "The Horse Latitudes è un ottimo album da ascoltare per chiunque cerchi del buon emotional rock che vada bene tanto da sentire a volume basso quanto a un volume da far esplodere le casse.".

## Tracce
1. Watertown Plank – 3:48
2. Mineral Point – 3:54
3. A Picture Postcard – 3:12
4. Saturday – 2:32
5. Scenes from Parisian Life – 1:26
6. E. Texas Ave – 2:32
7. Miette – 5:01
8. I Never Trusted the Russians – 2:01

## Formazione
- Davey von Bohlen - voce e chitarra
- Jason Gnewikow - chitarra
- Scott Beschta - basso e fotografia
- Dan Didier - batteria